# Ústav archeologické památkové péče Brno
Ústav archeologické památkové péče Brno, veřejná výzkumná instituce (ÚAPP Brno) je česká veřejná výzkumná instituce se sídlem v Husovicích v Brně. Ústav se věnuje zabezpečování záchranných archeologických výzkumů a jejich zpracování, které jsou nutné pro splnění podmínek stavebního povolení podle zákona o státní památkové péči. Od roku 2007 má ústav formu veřejné výzkumné instituce a jeho zřizovatelem je Jihomoravský kraj.
ÚAPP Brno vznikl 1. dubna 1993 jako příspěvková organizace Ministerstva kultury České republiky vyčleněním z brněnského archeologického ústavu Akademie věd. Měl se zabývat předstihovými a záchrannými archeologickými výzkumy a jejich zpracováváním. Od roku 1995 byl pověřen výkonem archeologické památkové péče na území čtrnácti okresů v rámci územního Jihomoravského kraje. Roku 2001 byly zřizovatelské funkce na základě zákona převedeny z Ministerstva kultury na nový samosprávný Jihomoravský kraj, který k 1. lednu 2007 ústav transformoval na veřejnou výzkumnou instituci.
Detašovaná pracoviště ÚAPP Brno se nachází v Kroměříži, Prostějově, Vyškově a Znojmě.